# Ritornell
Ein Ritornell (it. ritornello „Wiederkehr“) oder Refrain ist der Teil eines Rondos, der im Verlaufe eines Musikstückes mehrfach wiederkehrt und durch kontrastierende Zwischenspiele, so genannte Couplets, unterbrochen wird.
Bei Solokonzerten des Barock spricht man häufig auch von der Ritornellform; damit bezeichnet man die Aufteilung in Tutti- und Soloabschnitte, die vor allem durch Antonio Vivaldi populär wurde. Das Konzert wird nach diesem Prinzip mit einem Ritornell des Orchesters eröffnet, darauf folgt eine musikalisch oft kontrastierende Episode des Soloinstruments. Anschließend wird das Orchester das Ritornell in mehreren Umbildungen, oft verkürzt, wieder aufnehmen, abwechselnd mit virtuosen Solopassagen. Lediglich das Schlussritornell wird im Allgemeinen vollständig wiederholt. Im deutlichen Kontrast zu den Ritornellen stehen die oft nur im Generalbass begleiteten Soloteile (Episoden), deren harmonische Funktion darin besteht, in die Tonart des nächsten Ritornells zu modulieren.
Seit 1600 wird das Ritornell in den meisten Musikformen für Singstimmen und Instrumente verwendet. In den frühen Opern stellte man an den Beginn, das Ende und zwischen die Abschnitte einer Arie ein Ritornell, etwa im Thema aus der Oper L’Orfeo von Monteverdi, wo es vor und nach jedem der vier Verse des Prologes erklingt.